# Kalimantanina ruficeps
Kalimantanina ruficeps är en mångfotingart som beskrevs av Jeekel 1963. Kalimantanina ruficeps ingår i släktet Kalimantanina och familjen orangeridubbelfotingar. Inga underarter finns listade i Catalogue of Life.